# Casco Antiguo (Pamplona)

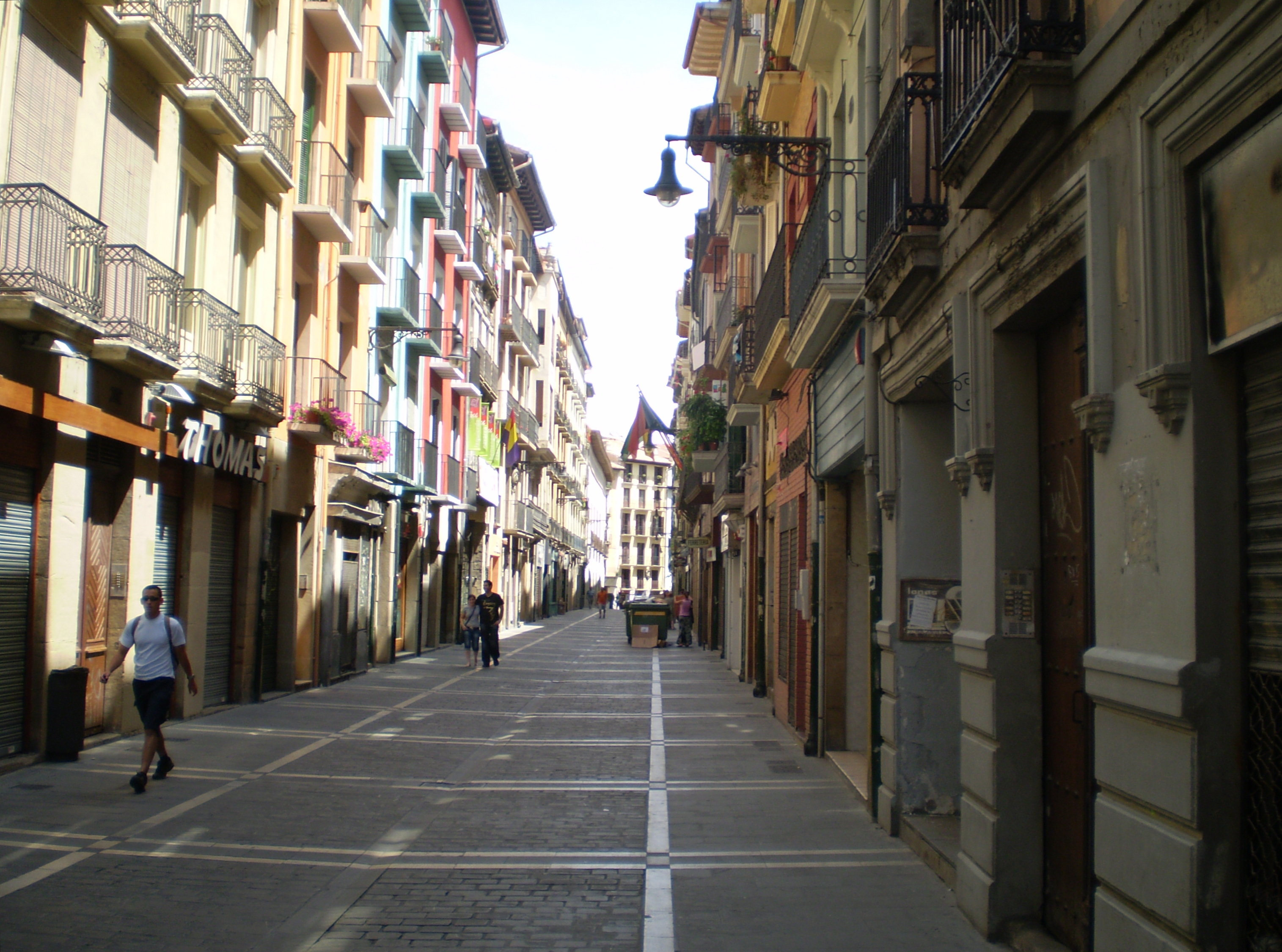
Calle Mayor

O Casco Antiguo (em basco: Alde Zaharra), também chamado Casco Viejo, é um bairro histórico da cidade de Pamplona, a capital da Comunidade Foral de Navarra, Espanha. Situado no coração da cidade, na zona mais alta da meseta onde ela assenta, é o centro histórico da cidade e nele se encontram os principais monumentos de Pamplona.
Não é exatamente um bairro monumental. O seu traçado é medieval, com ruas estreitas, com quarteirões irregulares, grande densidade, edifícios estreitos, profundos e com aberturas verticais, varandas, miradores, beirais de madeira, etc. Até 1890 toda a cidade estava no seu perímetro à exceção do bairro de Rochapea.
Ainda se distinguem os três burgos medievais autónomos e conflituantes em que a cidade esteve dividida até 1423, quando foi unificada mediante o Privilégio da União. O burgos de Navarrería ia até às atuais ruas Chapitela e Mañueta; o de San Cernin (São Saturnino) tinha como limite as ruas de Santo Domingo e Nova; o terceiro burgo era o de São Nicolau (San Nicolás). Quando a cidade foi unificada, as poucas praças existentes, onde se destaca a Praça do Castelo, e a sede do Ayuntamiento foram construídas em "terra de ninguém", isto é, em terrenos que não pertenciam a nenhum dos burgos. As praças mais pequenas que existem atualmente foram criadas derrubando casas. As muralhas construídas no século XVI, depois da conquista de Navarra, conservam-se praticamente integralmente na parte norte e oeste.
Em 2006 viviam no Casco Antiguo pouco mais de 12 000 pessoas, dos quais cerca de 15% eram imigrantes estrangeiros.[carece de fontes?]

## Localização
O Casco Antiguo encontra-se no centro de Pamplona, na meseta onde assenta a maior parte da cidade, dominando a Cuenca de Pamplona. Tem boas ligações com os bairros mais novos da cidade, pois a maior parte das villavesas (nome dado popularmente aos autocarros urbanos) que atravessam a cidade têm paragens nos limites do Casco Viejo, sobretudo no Passeio de Sarasate.
É uma zona quase exclusivamente pedestre — na maior parte das ruas só circulam veículos de limpeza, transporte público, de manutenção e automóveis privados cuja parqueamento seja no interior do bairro.

## História
Apesar de geralmente se referir como fundador da cidade o general romano Pompeu, que aqui estabeleceu um acampamento militar em 74 a.C., no local já existia então um povoado vascão de nome Iruña (atualmente o nome oficial de Pamplona em basco).

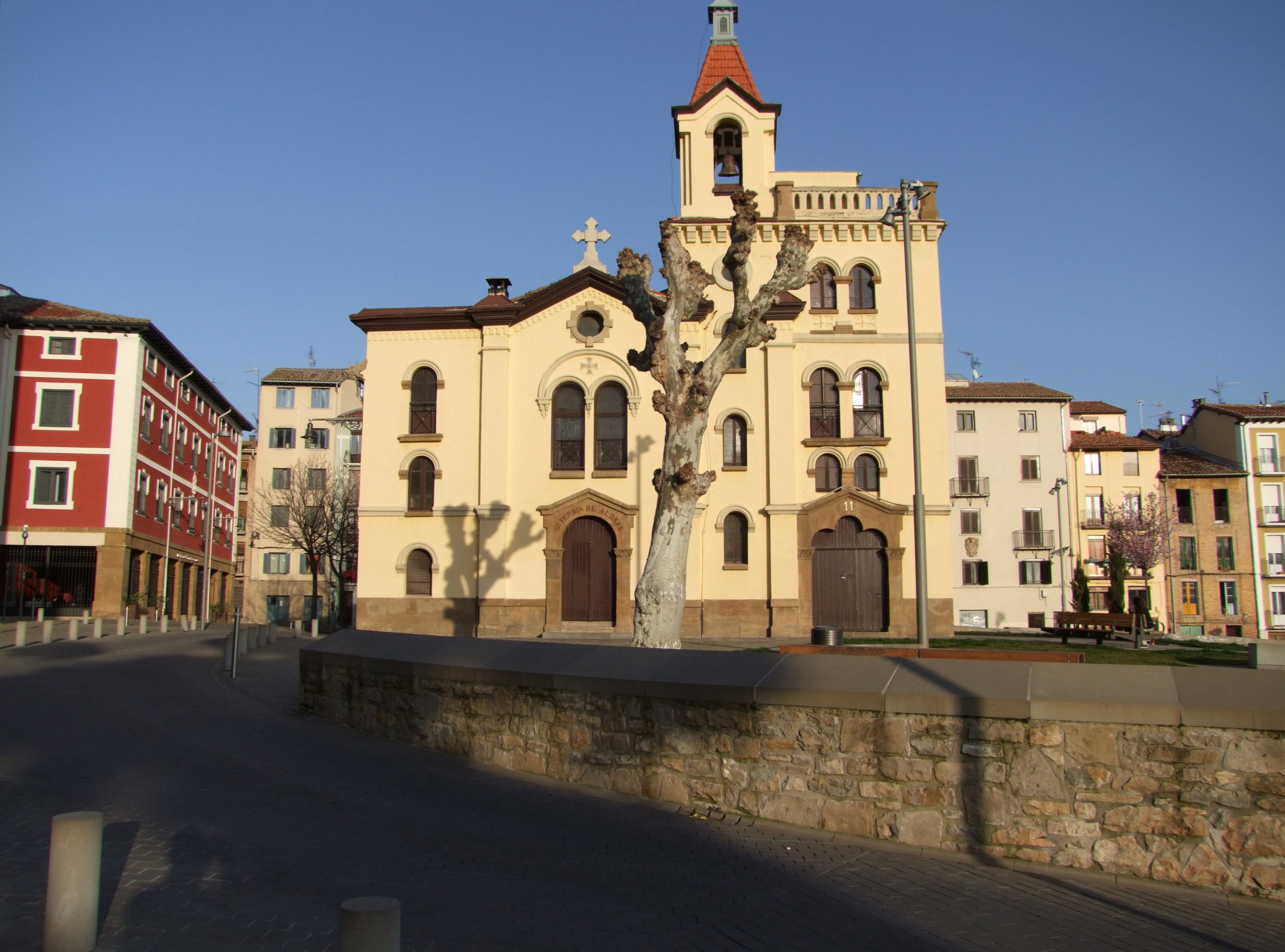
Igreja de São Firmino, situada em frente ao antigo Palácio dos Reis de Navarra, atual Arquivo Geral de Navarra

A antiga cidade desenvolveu-se desde a época romana no espaço hoje conhecido como La Navarrería, numa pequena elevação, protegida a norte e nordeste pelo rio Arga. O povoado estratégico foi crescendo e na Alta Idade Média formaram-se junto a ele dois novos núcleos, o de San Cernin, composto fundamentalmente por imigrantes francos da Occitânia (sul de França), e o de San Nicolás, composto por gente de diversas procedências. Sobretudo a partir de 1213, as rivalidades e desavenças entre os três burgos assumiram frequentemente rasgos de autênticas guerras civis, existindo inclusivamente muralhas entre os burgos para se defenderem uns dos outros durante estes conflitos. Em 1276 a Navarrería foi destruída com o apoio de tropas francesas, tendo a sua população sido massacrada. As escaramuças continuaram nos séculos seguintes e só terminaram em 1423, quando o rei de Navarra Carlos III, o Nobre, unificou a cidade sob uma única administração municipal com o tratado conhecido como Privilégio da União.
O Casco Antiguo corresponde à cidade do século XV, mas os mais atentos ainda hoje se podem perceber as velhas divisões entre os burgos medievais.

### Atualidade
O bairro sofre atualmente de graves problemas relacionados com o envelhecimento da população, a deterioração e falta de condições das casas, concentração e marginalidade social, tráfico automóvel nas ruas estreitas, etc., situações que se têm vindo a tentar corrigir. A concentração de residentes marginais tem vindo a diminuir ligeiramente, nomeadamente devido à chegada de jovens atraídos pelo baixo preço das casas; ainda assim há muitos idosos.[carece de fontes?] Continua a ser uma zona comercial e de ócio importante, que atrai muita gente pelo seu movimento e localização na cidade. Ali se encontram uma grande quantidade de estabelecimentos de todo o tipo (lojas, bazares, bares de bebidas e de pintxos [petiscos], restaurantes, etc.). O coração do centro histórico é a Praça do Castelo, que faz a ligação entre a cidade medieval e o Segundo Ensanche, e é a principal e mais emblemática praça de Pamplona, onde são levados a cabo importantes espetáculos, concertos, feiras, etc.
O Casco Antiguo tem vindo a ser totalmente renovado por meio de planos iniciados no final da década de 1990, que têm vindo banir ou limitar severamente o tráfico automóvel e a construir galerias subterrâneas para instalações de água, eletricidade, gás e telecomunicações. Em 2008 foi inaugurado o novo Centro Cívico no edifício reabilitado para o efeito do Palácio do Condestável e um elevador panorâmico na Rua dos Descalzos, que ligam o bairro da Rochapea.

## Edifícios mais significativos

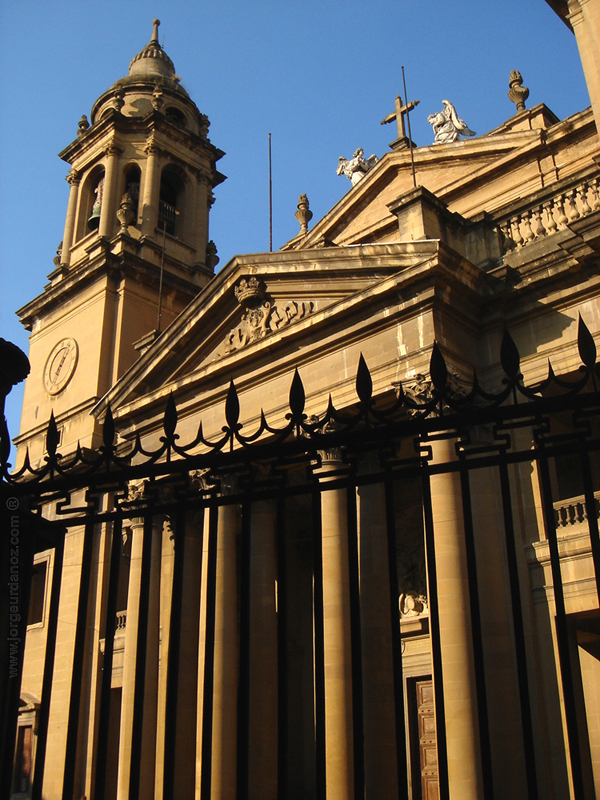
A fachada neoclássica da catedral

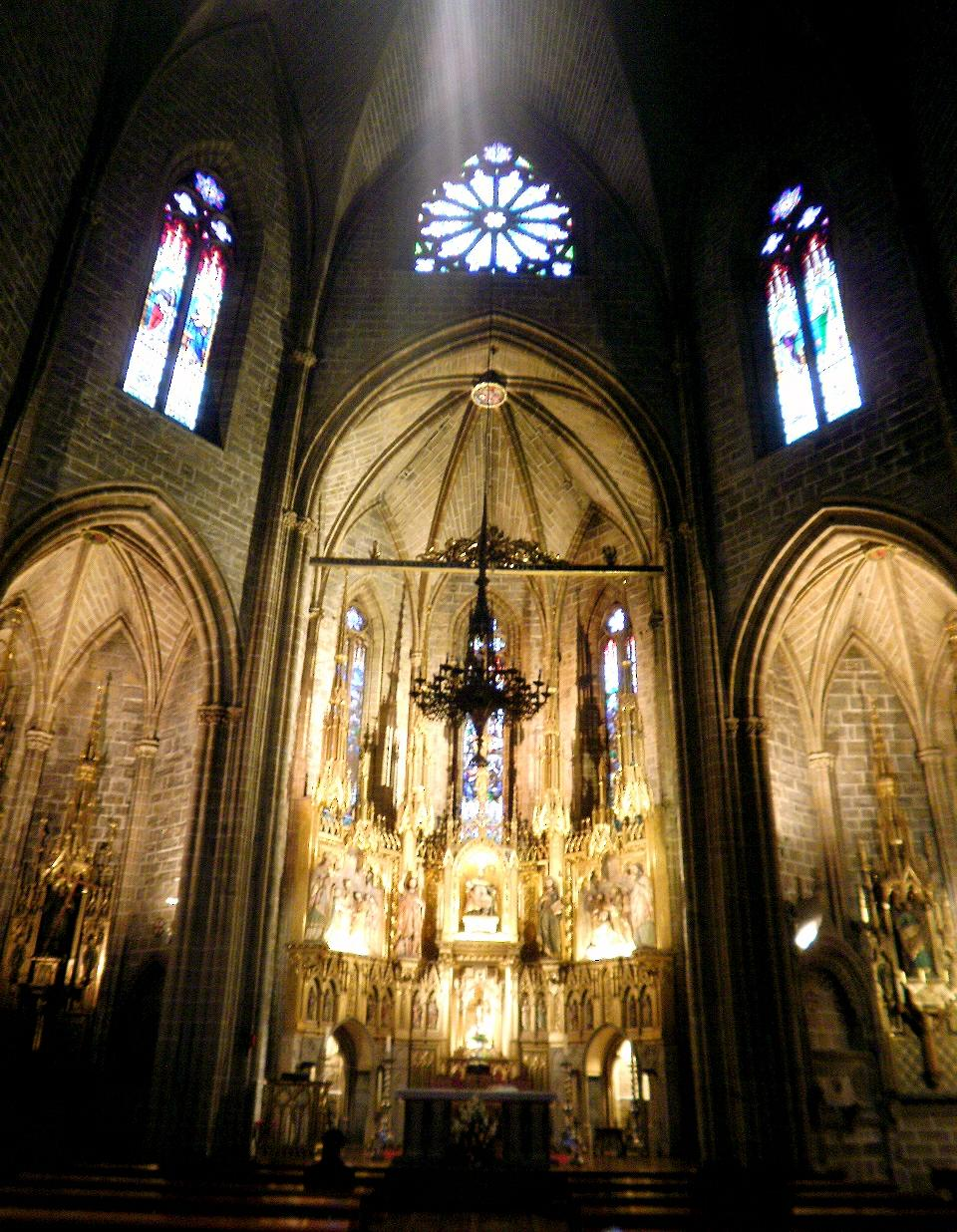
Interior da Igreja de São Saturnino

### Igrejas
- Catedral de Santa Maria — Originalmente construída em éstilo gótico, entre 1387 e 1525, tem três naves com seis tramos, cruzeiro e uma abside poligonal rodeada por uma charola. A fachada é neoclássica, data de 1783 e é da autoria de Ventura Rodríguez. A catedral que os primeiros peregrinos do Caminho de Santiago conheceram era românica, mas após o coro ter desabado, o rei Carlos III decidiu empreender uma remodelação completa de todo o edifício de acordo com os gostos da época. No seu interior encontra-se o magnífico mausoléu de Carlos III e da sua esposa Leonor de Trastâmara.
- Igreja de São Saturnino (San Cernin) — Dedicada ao evangelizador da cidade, Saturnino de Tolosa, é a de maior tradição jacobea. Data do século XIII, é de estilo gótico e tem o aspeto de uma fortaleza franqueada por duas robustas torres, o que está em linha com a sua função dupla de templo e estrutura defensiva. O portal tem um tímpano com a representação do Juízo Final e uma imagem de Santiago com um menino peregrino enrodilhado a seus pés. No interior destaca-se uma imagem de São Saturnino. A igreja gótica sucedeu a uma igreja românica construída no mesmo local no século XII. No que forma os claustros foi construída no século XVIII uma capela dedicada à Virgem do Caminho.
- Igreja de São Lourenço (San Lorenzo) — Da construção gótica original apenas se conservam vestígios, pois foi completamente renovada no século XVIII em estilo neoclássico e novamente no início do século XX. Até 1901 conservou um grande torreão medieval, testemunha da função defensiva da igreja, e um magnífico portal barroco. Devido aos grandes estragos sofridos algumas décadas antes durantes as Guerras Carlistas, esses elementos foram demolidos. Numa grande capela barroca, quase do tamanho da nave principal, encontra-se a imagem de São Firmino, o santo mais popular de Pamplona, a qual é levado em procissão no segundo dia dos Sanfermines.
- Igreja de São Nicolau (San Nicolás) — Com ar de fortaleza gótica, conserva uma rosácea românica e uma torre do século XIV. Sofreu múltiplas trasnformações e ampliações ao longo dos séculos, tendo como resultado um aspeto algo atípico. A primeira igreja, românica, foi construída no século XII, tendo sido quase completamente reconstruida em estilo gótico no século seguinte, após um grande incêndio. No interior destacam-se os vitrais do século XIV e um grande órgão barroco, o maior de Pamplona. No exterior, o gótico só é visível em duas portas, na abside e em algumas zonas mais altas das paredes, estando o resto oculto pelas adições de Ángel Goicoechea no século XIX: um pórtico neogótico, a casa paroquial de tijolo com influências de neomudéjar e uma fachada aberta para o passeio.
- Capela de São Filipe Néri — Situada atrás da igreja de São Saturnino, tem um impressionante portal barroco do século XVIII.

### Arquitetura civil

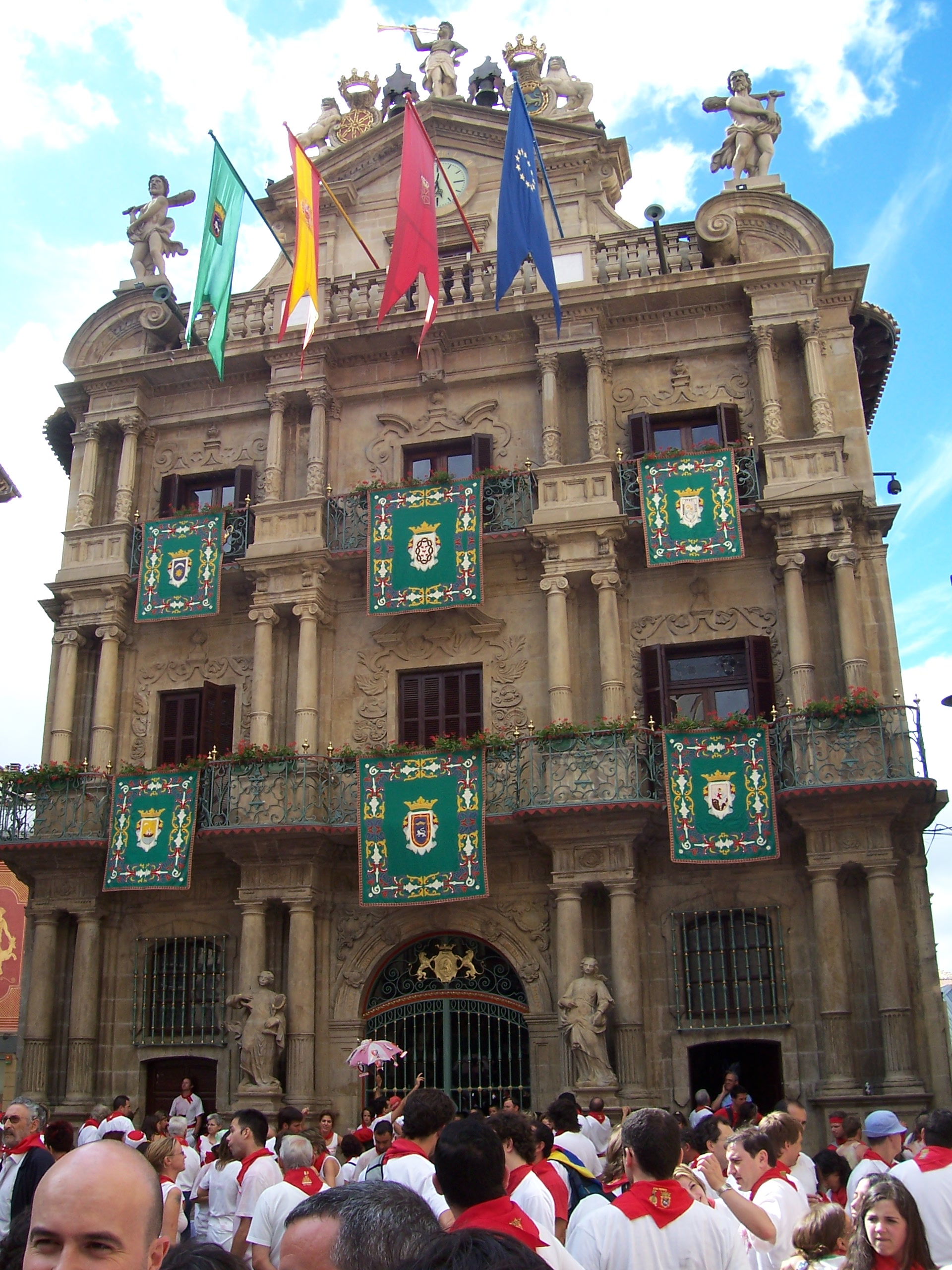
Fachada barroca da Casa Consistorial (sede do governo municipal) durante os Sanfermines (Festas de São Firmino)

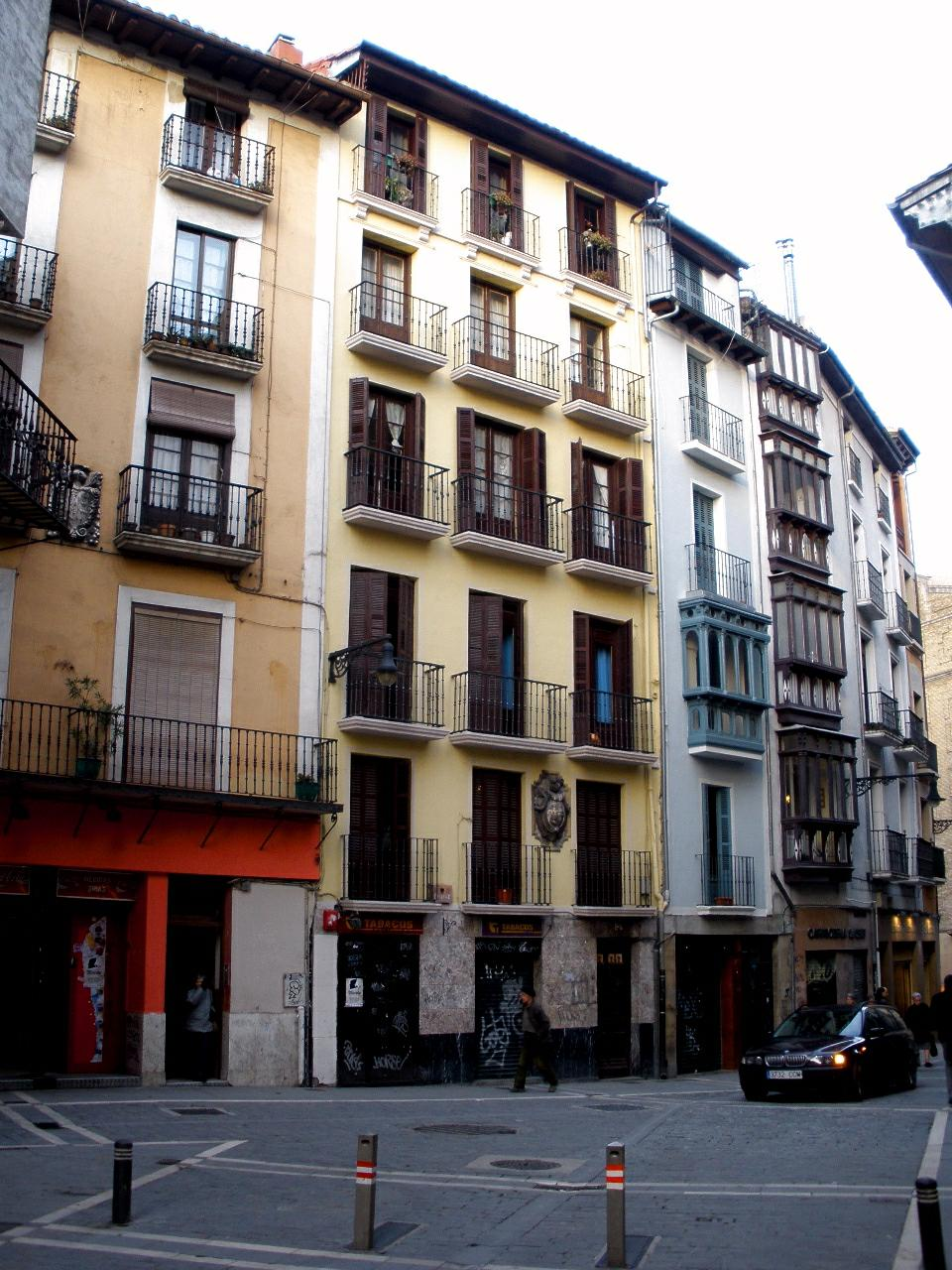
Rua Jarauta

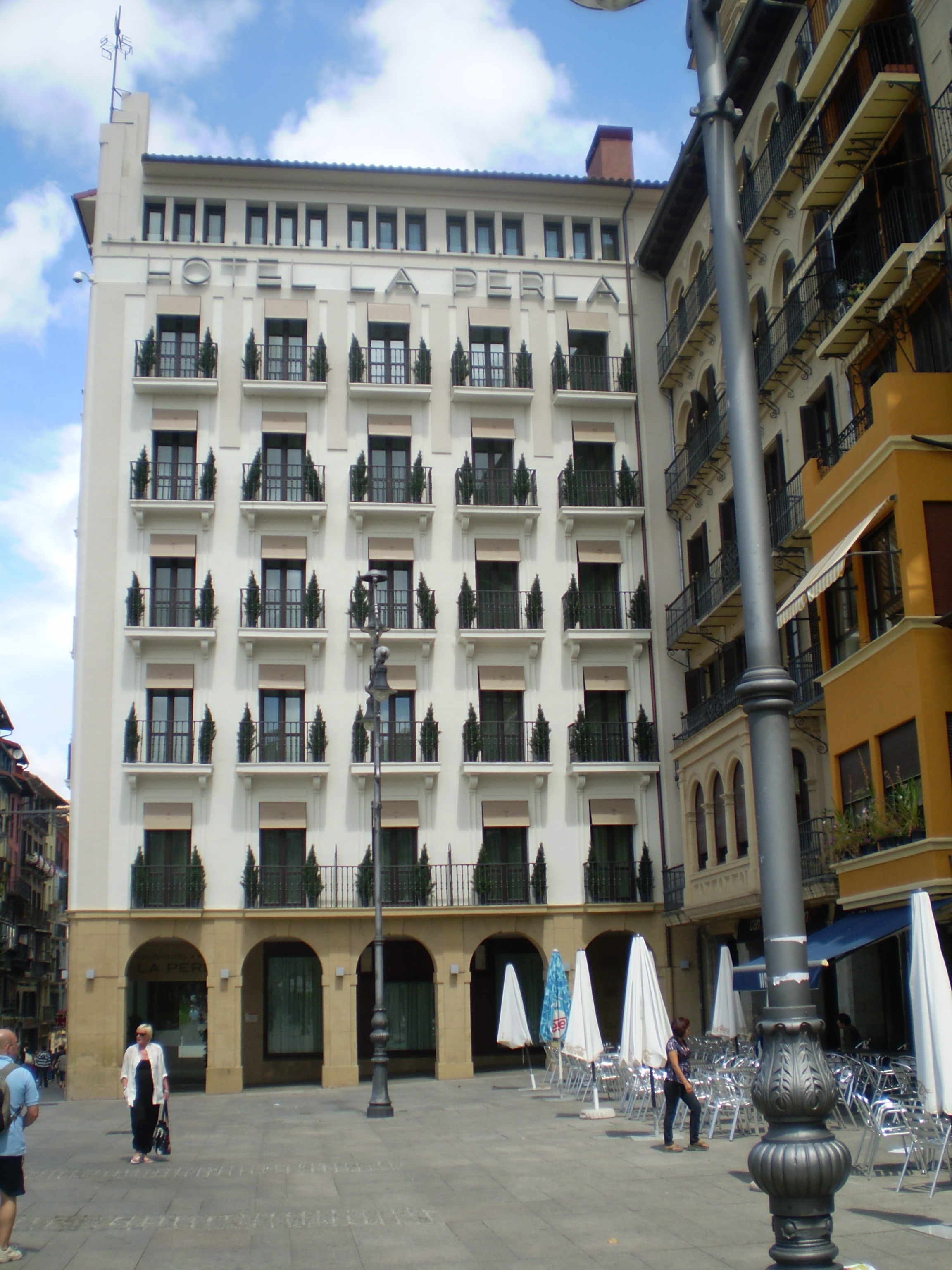
Fachada do Hotel La Perla, na Praça do castelo, um dos hotéis mais antigos de Espanha, onde Ernest Hemingway se hospedava durante as suas estadias em Pamplona

- Praça do Castelo (Plaza del Castillo) — Considerada uma espécie de "sala de estar" pelos pamploneses, é a praça mais emblemática de Pamplona. O seu nome provém do castelo que ali existiu, cuja primeira versão foi construída entre 1308 e 1311 pelo rei de Navarra Luís I Hutín (Luís X de França). Fernando o Católico ordenou a demolição do velho castelo e a construção de um novo em 1513, logo após ter conquistado Navarra. As pedras do castelo foram usadas para construir o novo castelo e em 1540 o velho castelo tinha desaparecido completamente. Por sua vez, em 1590, estando a construção da cidadela já em estado avançado, o castelo de Fernando foi demolido. Como atualmente, a praça era fechada em três dos seus lados; com a construção do convento das Carmelitas Descalças no lado sul em 1600, passou a ser completamente fechada, uma situação que perduraria até à década de 1930, quando a praça foi ligada com o Segundo Ensanche através da Avenida Carlos III. Até 1843 era na praça que as touradas eram realizadas. Na praça convivem construções de diversas épocas, podendo apreciar-se uma grande variedade de estilos.
- Ayuntamiento (Casa Consistorial) — Sede do município, a sua fachada barroca do século XVIII é uma das imagens mais conhecidas de Pamplona, para o que contribui o facto de ser daí que é lançado o chupinazo (foguete) que marca o início das grandes festas de Pamplona, os Sanfermines. Apenas a fachada é do século XVIII, pois o interior foi completamente remodelado em meados do século XX. No mesmo local foram sucessivamente construídos vários edifícios que serviram de sede municipal, o primeiro deles em 1423, logo após a unificação da cidade. A sua localização, em "terra de ninguém", no local onde os três burgos medievais se encontravam mais próximos uns dos outros, foi escolhido para evitar acusações de parcialidade que pudessem despoletar novamente enfrentamentos entre os burgos.
- Câmara de Comptos de Navarra — É um casarão gótico situado próximo da igreja de São Saturnino. Aí funciona, pelo menos desde o século XVI, o tribunal de contas mais antigo de Espanha, criado em 1365 por Carlos II de Navarra, quando o Reino de Navarra ainda era independente.
- Palácio dos Reis de Navarra — A primeira versão do que foi o palácio real e episcopal de Pamplona foi construída no local no século XII. Após a anexação de Navarra na Coroa de Castela, no início do século XVI, passou a ser a residência dos vice-reis. Entre o final do século XIX e 1971 foi o Governo Militar. Finalmente em 2003, depois de sofrer uma reconstrução que o transformou num edifício contemporâneo, passou a alojar o Arquivo Geral de Navarra.
- Museu de Navarra — Fundado em 1956, ocupa o antigo hospital da Misericórdia, um edifício do século XVI, é um dos dois únicos exemplares de arquitetura renascentista de Pamplona. A entrada lateral, da capela, tem uma fachada em forma de retábulo do século XVII, proveniente de uma ermida de Puente la Reina.
- Palácio de Ezpeleta — É um palácio barroco do século XVIII com uma fachada monumental. Situado na Calle Mayor, numa das suas varandas ainda se pode ver uma bala disparada em 1875, durante as Guerras Carlistas, desde o Monte Ezcaba, nos arredores da cidade. Na parte traseira apresenta uma magnífica galeria de arcos.
- Palácio do Condestável — Situado entre a Calle Mayor e a Calle Jarauta, é um dos dois únicos exemplares de arquitetura renascentista de Pamplona. Foi o paço episcopal até 1736, quando foi construído o atual.  Entre 1752 e 1760 foi a sede do ayuntamiento, enquanto decorreu a construção da casa consistorial barroca. Recentemente restaurado, atualmente é o Centro Cultural do Casco Antigo.
- Palácio Episcopal de Pamplona — Construído no século XVIII, é uma das principais construções barrocas de Pamplona. Apesar de Pamplona ser sede episcopal desde a época visigótica, este foi a primeiro edifício construído expressamente para servir de paço episcopal. É um edifício de tipo senhorial típico da Ribera do Ebro, com a parte inferior em silhar e a parte superior em tijolo, coroado com uma galeria de arcos. A fachada tem varandas salientes. Sobre o portal encontra-se uma estátua de São Firmino, o padroeiro da Diocese de Pamplona. Na Idade Média, o local fazia parte da judiaria de Pamplona e na área onde se encontra o palácio situava-se a principal sinagoga da cidade.
- Praça de São Francisco — É uma pequena, mas elegante praça fechada, construída nos terrenos libertados com a demolição do antigo tribunal e prisão. É dominada pelos edifício de La Agrícola e das Escolas de São Francisco. Em frente a este último colégio existe uma estátua de Francisco de Assis, obra de 1927 do escultor Argaya.
- Edifício La Agrícola — Construído em 1913 como sede de uma instuição bancária e de seguros, foi posteriormente o Grande Hotel de Pamplona e aí funcionou até há pouco tempo a Biblioteca Geral de Navarra. É da autoria de Francisco de Urcola, o mesmo arquiteto que depois desenharia a Praça de Touros Monumental de Pamplona. As suas grandes proporções são pouco usuais na arquitetura civil do centro histórico. Tem uma grande variedade de elementos e singularmente as suas esquinas são arredondadas e coroadas com cúpulas. Destaca-se também pelos mosaicos coloridos decorados com motivos vegetais no frontão central. É um exemplo de arquitetura eclética, com algumas matizes de modernismo.
- Escolas de São Francisco — Aqui existiu um convento franciscano que foi desamortizado no século XIX e demolido em 1849. O edifício atual foi construído em 1902 e é da autoria de Julián Arteaga. É de grandes dimensões, apesar de só ter três pisos. O corpo central, de pedra, adianta-se ao resto, que é de tijolo vermelho.
- Muralhas — Pamplona conserva uma parte das muralhas construídas nos séculos XVI e XVII e vestígios das muralhas medievais anteriores.